# Приобретёнка
Приобретёнка — посёлок в Верхнехавском районе Воронежской области.
Входит в состав Александровского сельского поселения.

## География

### Улицы
- ул. Горная.

## Население
| 2000 | 2005 | 2010 |
| ---- | ---- | ---- |
| 31   | ↘11  | ↘0   |